# جورج أتكينسون
جورج أتكينسون (بالإنجليزية: George W. Atkinson) (و. 1845 – 1925 م) هو سياسي، وقاض، ومحام من الولايات المتحدة الأمريكية ولد في تشارلستون، فيرجينيا الغربية.
وهو عضو في الحزب الجمهوري .